# ريكاردو سانتوس (لاعب كرة طائرة)
ريكاردو سانتوس (بالبرتغالية: Ricardo Alex Santos‏) (6 يناير 1975 في البرازيل - ) هو لاعب كرة طائرة شاطئية ولاعب كرة طائرة برازيلي. شارك في الألعاب الأولمبية الصيفية 2000.

## وصلات خارجية
- ريكاردو سانتوس على موقع الاتحاد الدولي beach volleyball database (الإنجليزية)
- ريكاردو سانتوس على موقع قاعدة بيانات الكرة الطائرة الشاطئية (الإنجليزية)
- ريكاردو سانتوس على موقع اللجنة الأولمبية الدولية (الإنجليزية)
- ريكاردو سانتوس على موقع أوليمبيديا (الإنجليزية)
- ريكاردو سانتوس على موقع اللجنة الأولمبية البرازيلية (البرتغالية)